# Il barocco leccese
Il barocco leccese è l'unico cortometraggio del 1968 portato a termine di una serie di tre documentari che Carmelo Bene doveva girare per la Nexus Film. Con i fondi stanziati per la loro realizzazione, Bene poté così permettersi di girare Nostra Signora dei Turchi, il suo primo lungometraggio.
Il film è stato restaurato di recente. Si tratterebbe di un "documentario sulla basilica di Santa Croce a Lecce" con voce narrante di Carmelo Bene.
Enrico Ghezzi riferisce che Bene "ha sempre precisamente negato di aver girato e di aver intitolato" questo film, ma che ammette poi di averlo realizzato per raggranellare quattrini. D'altra parte c'è chi ipotizza che non sia stato l'artista salentino in persona a realizzarlo, anche se vi appose la sua firma.
Il cortometraggio è stato proiettato in data 28 gennaio 2012 al "Festival Carmelo Bene" organizzato a Bari in occasione del decennale della morte dell'artista.